# Tour de Santa Catarina
Le Tour de Santa Catarina est une course cycliste disputée au Brésil dans l'État de Santa Catarina. Créée en 1987, l'épreuve a fait partie de l'UCI America Tour (catégorie 2.2), de 2005 à 2013.

## Palmarès[1]
| Année     | Vainqueur               | Deuxième           | Troisième            |
| --------- | ----------------------- | ------------------ | -------------------- |
| 1987      | Cássio Freitas          |                    |                      |
| 1988      | Wanderley Magalhães     |                    |                      |
| 1989      | César Danelczen         |                    |                      |
| 1990      | César Danelczen         |                    |                      |
| 1991      | Wanderley Magalhães     |                    |                      |
| 1992      | Hernandes Quadri Júnior |                    |                      |
| 1993      | Gabriel Sabbião         |                    |                      |
| 1994      | José Aparecido          |                    |                      |
| 1995      | Hernandes Quadri Júnior |                    |                      |
| 1996      | Daniel Rogelin          |                    |                      |
| 1997      | Márcio May              |                    |                      |
| 1998      | Márcio May              |                    |                      |
| 1999      | Daniel Rogelin          |                    |                      |
| 2000      | Cássio Freitas          |                    |                      |
| 2001      | Cássio Freitas          |                    |                      |
| 2002      | Márcio May              | Cássio Freitas     |                      |
| 2003      | Antônio Nascimento      | Maurício Morandi   | Márcio May           |
| 2004      | Matías Médici           | Antônio Nascimento | Pedro Nicacio        |
| 2005      | Márcio May              | Pedro Nicacio      | Evandro Portela      |
| 2006      | Pedro Nicacio           | Renato Seabra      | Maurício Morandi     |
| 2007      | Alex Diniz              | Gregolry Panizo    | Jair Fernando Santos |
| 2008      | Pas de compétition      |                    |                      |
| 2009      | Douglas Bueno           | Antônio Nascimento | Otávio Bulgarelli    |
| 2010      | Stiber Ortiz            | Tiago Fiorilli     | Giovanni Báez        |
| 2011-2012 | Pas de compétition      |                    |                      |
| 2013      | Otávio Bulgarelli       | Murillo Ferraz     | Maurício Morandi     |
| 2014-2015 | Pas de compétition      |                    |                      |
| 2016      | Ramiro Rincón           | Gilberto Góes      | Gabriel Silva        |